# اسکان (افغانستان)
اسکان (به لاتین: Eskan) یک منطقهٔ مسکونی در افغانستان است که در ولسوالی جرم واقع شده‌است.